# Carita Holmström
Carita Elisabeth Holmström (10. veljače 1956., Helsinki) je finska pjevačica, pijanistica i tekstopisac. Žanrovi koje pjeva su folk, jazz i klasika. Predstavljala je Finsku na Euroviziji 1974. s pjesmom Keep Me Warm i završila 13. s osvojena 4 boda.

## Diskografija
- We are what we do (1973.)
- Toinen levy (1974.)
- Two Faces (1980.)
- Aquamarin (1984.)
- Time of Growing (1990.)
- DUO! (1994.)
- Jos tänään tuntis' huomisen 1973-1974